# معالجة الصور الشكلية

## التعريف

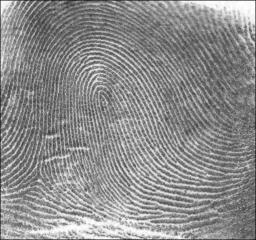
معالجة بصمة الإصبع، إحدى التطبيقات الشائعة في معالجة الصور الشكلية

معالجة الصور الشكلية (بالإنجليزية:Morphological Image Processing) عبارة عن تقنية لتعديل البيكسل في الصورة في حالة التدرج الرمادي للصورة، يتم تعريف البيكسل بالعدد الثنائي 0 و 1، ويتم تنفيذ العملية باستخدام خوارزميات معالجة الصور المعقدة، أو عمليات حسابية أقل تعقيداً تتضمن التقلص والتمدد كما تضم الفتح والإغلاق.
الهدف من المعالجة الشكلية للصور هو إزالة العيوب الغير مرغوبة من الصورة أو تحسين جودتها. تستخدم في عدد من التطبيقات مثل: معالجة بصمة الإصبع، عرض الصور من منظار فضائي، وتحليل الصور الطبية.

## عمليات معالجة الصور الشكلية
| العملية | مثال |
| --- | ---- |
| التمدد: هو أن قيمة البيكسل الناتجة هي أقل قيمة من بين جميع قيم البكسلات المجاورة. في الصورة الثنائية (خلفية بيضاء، كائن أسود)، إذا كانت قيمة أي من البيكسلات المجاورة 0، فإن قيمة البيكسل الناتجة 0. التمدد الشكلي يجعل الكائن مرئياً أكثر ويملأ الفراغات الصغيرة في الكائن، كما يمكنه دمج الكائنات المتعددة في كائن واحد.                          |      |
| التقلص: هو أن قيمة البيكسل الناتجة هي أعلى قيمة من بين جميع قيم البكسلات المجاورة. في الصورة الثنائية (خلفية بيضاء، كائن أسود)، إذا كانت قيمة أي من البيكسلات المجاورة 1، فإن قيمة البيكسل الناتجة 1. لتقلص الشكلي يجعل الكائن أصغر ويزيل الجزر والكائنات الصغيرة بحيث تبقى الكائنات الموضوعية فقط، كما يمكنه كسر الكائن الفردي إلى كائنات متعددة. |      |

## عنصر الهيكلة
عنصر الهيكلة (بالإنجليزية: Structuring element) جزء أساسي في التمدد والتقلص الشكلي ويستخدم لاستكشاف الصورة المدخلة. يكون عنصر الهيكلة عبارة عن مصفوفة تعرف البيكسل في الصورة التي تتم معالجتها  وكذلك تعريف البكسلات المجاورة المستخدمة في معالجة كل بيكسل. عادة ما يتم اختيار عنصر الهيكلة بنفس الحجم والشكل للكائن المراد معالجته في الصورة المدخلة. وعلى سبيل المثال لإيجاد الخطوط في الصورة يتم خلق عنصر هيكلة خطي.

## الخصائص المرتبطة بعنصر الهيكلة
الشكل: على سبيل المثال، عنصر التشكيل قد يكون 'كرة' أو خط؛ محدّب أو حلقي، وغيره.
الحجم: مثلاً قد يكون مربع 3 × 3 أو مربع 21 × 21. تعيين حجم الهيكل التشكيلي مشابه لتعيين مقياس الملاحظة، وتحديد معيار التمييز بين كائنات الصورة أو ميزاتها حسب الحجم.